# Young Bride
Young Bride is een Amerikaanse dramafilm uit 1932 onder regie van William A. Seiter met in de hoofdrollen Eric Linden en Helen Twelvetrees. De film is gebaseerd op het toneelstuk Love Starved van Hugh Stanislaus Stange. Het toneelstuk ging in première in New York op 12 november 1929. In New York werd de film uitgebracht onder de titel Love Starved en elders onder de titel Young Bride. De film werd uitgebracht door RKO Pictures op 8 april 1932.

## Verhaal
Allie Smith is een jonge vrouw uit New York die alleen woont en onlangs haar moeder heeft verloren. Ze werkt in een bibliotheek op de kinderafdeling.
Een vrouwelijke collega nodigt haar uit om een keer mee te gaan naar een restaurant voor een eventuele blind date. Allie gaat mee maar ze is helemaal niet geïnteresseerd in een date. In het restaurant ontmoet ze Charlie Riggs, een brutale opschepperige jongen. Allie maakt geen nieuwe afspraak met hem maar de volgende dag komt hij haar opzoeken in de bibliotheek. Charlie is vasthoudend en hij bezoekt Allie thuis. Ze is verliefd op hem en al snel is het huwelijk een feit. Ze gaan op huwelijksreis in Atlantic City. Charlie komt in geldproblemen en gebruikt de trouwring om de hotelrekening te betalen.
Ze gaan wonen in het appartement van Allie. Charlie blijft over grote zaken praten terwijl hij wacht tot het hem in de schoot wordt geworpen. In plaats van werk te gaan zoeken ligt hij op de bank te luieren. Allie raakt steeds meer gedesillusioneerd en komt er achter dat Charlie niet de sprookjesprins is die ze zich had voorgesteld. Charlie heeft geen zin meer om 's avonds bij Allie thuis te blijven en hij gaat het nachtleven weer in.
Het is Kerstmis. Allie komt er achter dat ze zwanger is, terwijl ze nu nog geen kind wil hebben. Charlie is kwaad en teleurgesteld en vertrekt weer naar het danspaleis om te drinken, te gokken en plezier te hebben. Maar hij krijgt ruzie, raakt in een gevecht gewikkeld en wordt het café uitgegooid. Allie zit die avond alleen thuis en is wanhopig. Ze ziet geen toekomst meer. Ze gaat naar een drogist en koopt slaaptabletten. Ze wil er een eind aan maken. Dan komt Charlie binnen die nu tot inkeer komt. Hij heeft oprechte spijt en wil vanaf nu zijn leven beteren.

## Rolverdeling
| Acteur            | Personage            |
| ----------------- | -------------------- |
| Helen Twelvetrees | Allie Smith          |
| Eric Linden       | Charlie Riggs        |
| Polly Walters     | Daisy                |
| Arline Judge      | Maisie               |
| Blanche Friderici | Miss Margaret Gordon |
| Roscoe Ates       | Mike, barman         |
| Cliff Edwards     | Pete                 |